# Boschi tra Fiume Saccione e Torrente Tona
Boschi tra Fiume Saccione e Torrente Tona este o arie protejată (arie specială de conservare — SAC, sit de importanță comunitară — SCI) din Italia întinsă pe o suprafață de 993 ha, integral pe uscat.

## Localizare
Centrul sitului Boschi tra Fiume Saccione e Torrente Tona este situat la coordonatele 41°45′20″N 15°05′12″E / 41.755556°N 15.086667°E.

## Înființare
Situl Boschi tra Fiume Saccione e Torrente Tona a fost declarat sit de importanță comunitară în septembrie 1995 pentru a proteja 1 specie de plante și 19 specii de animale. Situl a fost protejat și ca arie specială de conservare în martie 2017.

## Biodiversitate
Situată în ecoregiunea mediteraneană, aria protejată conține 2 habitate naturale: Pseudostepă cu ierburi și specii anuale de Thero-Brachypodietea, Păduri de stejar alb estice.
La baza desemnării sitului se află mai multe specii protejate:
- plante (1): Stipa austroitalica
- păsări (17): fâsă-de-câmp (Anthus campestris), ciocârlie-cu-degete-scurte (Calandrella brachydactyla), caprimulg (Caprimulgus europaeus), erete de stuf (Circus aeruginosus), erete vânăt (Circus cyaneus), erete cenușiu (Circus pygargus), dumbrăveancă (Coracias garrulus), Emberiza melanocephala, Falco biarmicus, șoim călător (Falco peregrinus), șoimul rândunelelor (Falco subbuteo), vânturel de seară (Falco vespertinus), ciocârlie de pădure (Lullula arborea), ciocârlie de bărăgan (Melanocorypha calandra), gaia neagră (Milvus migrans), gaia roșie (Milvus milvus), viespar (Pernis apivorus)
- nevertebrate (2): croitorul mare al stejarului (Cerambyx cerdo), fluturele de noapte (Eriogaster catax)

Pe lângă speciile protejate, pe teritoriul sitului au mai fost identificate 2 specii de plante, 2 specii de nevertebrate.